# Сладков Олександр Валерійович
Олександр Валерійович Сладков (рос. Александр Валерьевич Сладков; нар. 1 квітня 1966, Моніно, Московська область, СРСР) — російський репортер, пропагандист та спеціальний кореспондент програми «Ізвестія» ВДТРК. Старший лейтенант запасу.

## Біографія
У 1987 році закінчив Курганське вище військово-політичне авіаційне училище.
У 1992 році звільнився в запас зі Збройних Сил Російської Федерації у званні старшого лейтенанта.
У 1992—1993 роках — кореспондент районної газети «Время» в м. Щелково, Московської області та передачі «Голос Росії» на «Радіо Росії».
З 1993 року працює на телеканалі «Росія» кореспондентом програми «Вісті».
Навчався на журналістському факультеті гуманітарного університету, який закінчив екстерном.
З квітня 2002 по вересень 2015 — автор, керівник і ведучий «Військової програми», з вересня 2003 по січень 2004 — ведучий телеігри «Крутий маршрут».
9 серпня 2008 року отримав поранення в ногу під час військового вторгнення Росії в Грузію.
З 2014 року — член Громадської ради при Міністерстві оборони Російської Федерації.
Висвітлював у вигідному для Росії ракурсі Придністровський конфлікт, громадянську війну в Таджикистані, російсько-чеченську війну, російську військову агресію проти Грузії та України[джерело?].
Передавав репортажі з Грозного під час боїв російських окупаційних військ проти Чеченської Республіки Ічкерія у січні 1995 року, у березні та серпні 1996 року, а також у січні 2000 року[джерело?].

## Робота в Україні
З початку російської агресії проти України у 2014 році Олександр Сладков працює на окупованих територіях виправдовуючи вторгнення Росії в Україну та воєнні злочини російської армії проти мирного населення України.
На своїх каналах в соціальних мережах відкрито закликає до геноциду мирного населення України та знищення українських міст, які будуть чинити опір російським окупаційним військам. Також активно намагається просувати пропагандистський наратив про Україну як неонацистську державу:
«Це звичайний фашизм…коли далі будуть горіти українські міста, не питайте за що і чому»
«Мені хочеться, щоб цієї ночі в російських землях з бойових позицій стартували десятки важких ракет. „Іскандери“ мене сьогодні не влаштують. Хочу, щоб Хрещатик перетворився на дим та попіл.»
Коментуючи тренування військовослужбовців ЗСУ у Великій Британії він зазначив:
«Я гадаю, треба відкрити табори з антиамериканською підготовкою солдатів Венесуели, Ірану та Північної Кореї. Не антитерор, а антианглосаксон»
Сладков регулярно проводить допити українських військовополонених та політв'язнів, які після тортур російських спецслужб використовуються для створення пропагандистських сюжетів. Він брав участь у допиті заарештованого українського журналіста Станіслава Асєєва.
У квітні 2020 року Олександр Сладков на своєму YouTube-каналі опублікував відео з позицій російсько-терористичних військ у районі міста Горлівка Донецької області (на той момент непідконтрольного Україні), на якому зафіксовано використання бойовиками снарядів 122-мм калібру, що були заборонені згідно з Мінськими домовленостями.
23 липня в ЗМІ з'явилося повідомлення, що машина, в якій пересувався Сладков могла 13 липня 2022 року збити на смерть людину в селі Варварівка Луганської області (на той момент — село окуповано Росією). За повідомленнями рідних єдиний свідок аварії, жінка, була викрадена на наступний день після події і з того часу не виходила на зв'язок. Марка і держномер машини співпадали з автомобілем, який напередодні був подарований Сладкову. Відео, в якому показано як Сладкову дарують машину і в якому можна побачити номери було видалено з сайту після 13 липня.
Сам Сладков 23 липня записав кілька відеозвернень, в яких спростовував свою провину, втім він збрехав, що не був на території Луганської області і що не використовував цю машину. Докази його перебування в на той момент окупованій Луганській області та використання машини можна знайти в чисельних відеопублікаціях на телеграм-каналі самого Сладкова, які записані в цей період.
Фігурант бази даних центру «Миротворець».

## Особисте життя
Одружений, дружина Тетяна (нар. 22 січня 1972) — колега Сладкова та продюсер його фільмів. У пари четверо дітей (Олександр, Дар'я, Аріна, Варвара). Старші діти пов'язали своє життя із російськими силовими структурами.

## Фільмографія
Олександр Сладков є автором понад 15 документальних фільмів про події на Балканах, Кавказі та Україні. Серед останніх пропагандистських фільмів Олександра Сладкова: «Ми — Донбас!» 2017 року, в якому розповідається про іноземних бойовиків, які воюють спільно з російськими окупаційними військами проти Збройних Сил України. А також фільм 2020 року «Крим. Моя весна», який призначений для виправдання російської анексії українського півострова.

## Нагороди
Орден Пошани (1996 рік) — за активну участь у створенні та становленні Всеросійської державної телевізійної та радіомовної компанії.
Іменна зброя (1999 рік) — від міністра оборони Росії Маршала Російської Федерації І. Д. Сергєєва.
Орден Мужності (2000 рік) — за самовідданість під час висвітлення у вигідному для Росії ракурсі подій у Північнокавказькому регіоні.
Премія ФСБ Росії (номінація «Телевізійні та радіопрограми», 2006 рік) — за пропагандистський фільм «Кінець „Чорного Ангела“».
Цінний подарунок (2007 рік) від міністра оборони Росії С. Б. Іванова — за активне сприяння у вирішенні завдань, покладених на Збройні Сили Російської Федерації.
Орден Мужності (2009 рік) — за самовідданість під час висвітлення у вигідному для Росії ракурсі подій вході російської військової агресії проти Грузії.
Орден Дружби (2013 рік) — за великий особистий внесок, високий професіоналізм, мужність і самовідданість, виявлені під час російської військової агресії проти Грузії у серпні 2008 року
Премія ФСБ Росії (номінація «Телевізійні та радіопрограми», 2013 рік) — за пропагандистський фільм «Вогняна застава. Ті, що залишилися живими».
Премія ФСБ Росії (номінація «Телевізійні та радіопрограми», 2019—2020) — за пропагандистський фільм «Операція „Аргун“».